# Komorniki (Strzelce)
Pour les articles homonymes, voir Komorniki.
Komorniki est une localité polonaise de la gmina d’Ujazd, située dans le powiat de Strzelce en voïvodie d'Opole.